# 核爆末世錄
《核爆末世錄》是井上智德的SF類型日本漫畫作品。於《週刊Young Magazine》（講談社）2008年28號開始連載至2012年23號。其後轉至同出版社的《月刊Young Magazine》2012年6月號開始連載，至2016年3月號完結。共226話，單行本全26卷。台灣已由尖端出版出版11本。
在2010年9月時，官方已決定把本作品動畫化，但受到於2011年3月發生的東北地方太平洋近海地震所引起的福島核事故的影響，有關動畫的訊息不再公佈。之後2013年7月發表同年秋天動畫化再開計劃，2013年10月2日起於BS11、AT-X、Animax等電視台播放。

## 概要
2016年，位於東京御台場的一個核電廠發生爆炸災難，令到整個東京受到核污染影響，使政府強令所有居民撤離。二十年後的西曆2036年，被稱為「柯佩莉亞娃娃（COPPELION）」，以基因改造技術所生產的3名女子高中生成瀨荊、野村妙子與深作葵，組成了日本陸上自衛隊的第三師特種部隊。由於原東京的高濃度殘留輻射水平，使政府依舊禁止任何人進入，從而成為一座鬼城。然而，有一天自衛隊卻收到從東京而來的求救信號，所以連忙派遣三人進入無人的東京中，尋找這些求救者。

## 登場人物
柯佩莉亞娃娃的姓氏取自電影導演，一般人的姓氏則是取自文學家。

### 保健班
成瀨荊（聲：戶松遙（日）；馮嘉德（台）；埃里卡·林德贝克 （美））
本作的主角。第三師團所屬的救助部隊COPPELION保健班的班長。高三。慣用關西腔的黑色長髮少女。生產代碼是C-2。
特殊能力:常人十倍的運動能力
喜歡科學，正義感很強，擁有強大到知道自己不可能回到大阪的信念才得以在死城‧東京進行倖存者搜索。
雖然平時外表堅強，但被他人質疑其身世、信念時卻會顯得非常脆弱。
行動力很強。許多情況下，基本是先行動後思考的行為模式，後果因而往往導致危機。
堅信所有人都能被拯救，包括敵人，至今所有曾經的敵人不是成為盟友就是被招降或是解除了敵對狀態。
似乎喜歡遙人，在差點掉下高架時說了"那邊有遙人，我才不會害怕死"後自行鬆開手, 幸後被遙人救下。在樹下與遙人相會之時因打擊太大而昏了過去, 醒來後一直處於半無意識狀態，直到龍之介陷入危機時向她求救才醒了過來。
在第二部中與小津姐妹猛烈交戰，但後成為朋友，並在第三部一起行動。
第四部中成功帶領倖存者到羽田機場，和接應的潛艦幻龍會合。
故事末(PLANT)出現猝死的前兆，後來吃下了遙人發明的藥得以存活，失去能力，變回普通的人類。
使用的隨身武器是魯格P08海軍型鏢槍。
姓氏取自成瀨巳喜男。
野村妙子（聲：明坂聰美（日）；黃珽筠（台）；卡珊德拉·李·莫里斯（美））
保健班的成員。高一。談吐禮貌的少女。髮型與在校期間不同。
有可以跟動物溝通的能力。知識豐富。
特殊能力:常人十倍的遠視能力，但長時間遠視會頭暈，所以平常會戴遠視眼鏡（為原視力的十分之一）。
得意項目是進行外科手術，具備豐富的醫療知識。雖然自稱在校時期全部都學過，但由於沒料到輻射區會有孕婦，因此唯獨沒有學習婦產科知識。
第二部在電車上給息吹接生。
第三部中和小津姊妹一同前往救出葵。
姓氏取自野村芳太郎。
深作葵（聲：花澤香菜（日）；林美秀（台）；谢尔比·爱丽孙·林德利（美））
保健班的成員。高一。短髮童顏，自稱「美少女小葵」。生產代碼是C-21。
食量很大，嘴巴總是嚼個不停。曾為一個飯糰而答應小津姊妹不合理的要求（例如脫了衣服繞校舍一周）。
性格開朗活潑，氣氛帶動者。只要有她在，現場沉悶的氣氛都會變得輕鬆許多。
很尊敬成瀨荊，相對的覺得自己是隊裡最格格不入的人，對此懷有複雜的情緒。
在大阪自衛隊特別工科學校就讀的時候，經常被小津姊妹欺侮，對於小津姊妹有很深的心理創傷。不論從成瀨荊口中得知小津姊妹已到還是看見她們都會暈倒。
第二部被編入佯攻班吸引小津姊妹以拖延時間，能力初次覺醒。
第三部葵的特殊能力被發掘，是COPPELION的"完成體"，成為各方爭奪的對象。
特殊能力:不明，已知能讓自己與別人浮在空中，吸收小津歌音的電擊後放出並形成保護力場，有徒手擊碎強化玻璃的怪力，以未知的保護力場防御第一師團秘密兵器「鐵蜘蛛」的爆炎砲等等多種力量，然而唯有深作葵的分裂人格出現才能使用，但本人在事後都沒有於能力發動時的記憶。經過圓谷真奈的訓練之後，已經可以保持自己意識使出超能力，然而很容易疲勞，維持時間比第二人格少。
PLANT終章透過能力成功阻止台場石棺的完全崩塌，其後成為Coppelion的領袖，於東京繼續復興工作。
姓氏取自深作欣二。
守護天使伊邪那美
為葵的第二人格。在設定上雖然是來自過去的某動畫女主角設定，但基本上就是除了性格以外其他設定是完全與那些動畫為一致的。
由現實中在校時經常被小津姐妹欺負、變得膽小的葵為了保護自己而傾向於產生了一個“逃避到幻想和動畫”的第二人格。模仿的都是動畫中的人物。
第二人格狀態下極具攻擊性，並且會“為我的家人復仇”。首次展露即發動全部能力，對小津姐妹無情地攻擊。而對於原來的友方，葵則會前來救助。
維持時間不長，然而藉著高貝留斯博士研發出的鎮定劑可以延續時間。

### 掃除班
黑澤遙人（聲：鈴村健一（日）；蔣鐵城（台）；马克斯·米特尔曼 （美））
COPPELION掃除班的隊長。高三。頭髮和瞳孔眼色很淺，打扮十分前衛，容貌高深莫測。性格冷靜且觀察力強。
單行本5~8人物介紹"是個充滿迷團的帥哥"。
和全由女性組成的保健班不同，是掃除班唯一的男性。高貝留斯教授的克隆，生產代碼是C-1。
特殊能力:超再生，被歌音評為「即使死了也會復活。」，第二部中被保健班認為已經死亡，但在第三部41話中復活並出面對抗高貝留斯教授。
為高貝留斯教授的克隆，繼承了他的發明能力，更成功開發出讓普通人類短暫獲得抗輻射能力的「乙醚」及阻止coppelion猝死、使他們變回普通人類的「初始化藥」。
與其他COPPELION相比，對於人類相當不信任，認為拯救人類沒有意義。但見到真心而拼命的想拯救人類的成瀨荊、以及被小津歌音說「失去了人偶的心」後，開始改變。現在為了更多地去了解關於人類的事而協助荊。在校時期似乎就非常在意成瀨荊。
擅長重型武器及裝甲車，戰鬥能力非常高，即使手持狙擊步槍往前衝鋒陷陣亦可準確命中。亦擅長爆裂物的製作，經常把玩炸彈（動畫版之中改為手榴弹），事實上亦能把爆裂物拋擲到很遠距離。殺人毫不猶豫。
被深作葵評為「總是在理科教室做奇怪實驗的恐怖學長。」從與三島教官的對話中最先察覺COPPELION壽命很短。
和荊是從5歲經由高貝留斯教授就認識的青梅竹馬。小時候就說出要保護荊的一番話。
似乎還不知道荊對自己的感情，但對荊很溫柔，把她看得比什麼都重要,對著她相信的道路亦毫不猶豫的相信。
第二部武藏野電車作戰中為保護梶井五次郎而被國木田師團長槍擊重傷，但仍然在列車信號機倒塌時協助將其推開，使保健班與倖存者搭乘電車逃出死之風。
第三部97話中為了救助109避難所眾人冒著嚴重灼傷的危險去救火，並在與荊擁抱後進入主電源房救火。本話末被火嚴重灼燒，但藉著超再生能力，於一天後即恢復。
第四部13話與溝口兄弟打鬥後，聽到荊命危的消息，便火速趕去醫院，進入荊的病房時自己便和高貝留斯博士說"之後交給我"並輸血給荊。
姓氏取自黑澤明。
小津姊妹
COPPELION掃除班的高三生。除去細胞核的未受精卵內注入小津句音的細胞核而誕生的，兩人皆為小津句音的複製體，其實原本是同樣的一個人。雙胞胎，有「不開口的話是美人，但是言行舉止很粗暴甚至到凶狠。」及「快要超越人類極限的最強改造人。」的評價，但除此之外就沒有相同點。
雖然同屬清掃班，但並不聽從班長黑澤遙人的指揮。
第二部時發動叛變，並不斷對荊等人發動追擊。在武藏野電車作戰最後因能力的弱點所傷以後由荊救下，不再與保健班保持敵對狀態，接下來儘管一開始只是因為有共同目標與保健班一同行動，現在逐漸積極主動協助保健班任務，成為保健班重要的一員。
姓氏取自小津安二郎。
小津歌音（聲：堀江由衣（日）；石薇（台）；察拉米·雷格 （美））
姊姊。特徵為茶色頭髮及黑大衣（動畫版之中改為啡色）。興趣是虐待小動物（再者是深作葵）。生產代碼是C-3。
性格狂暴且自我中心，但只對妹妹溫柔。首次出場時用M79榴彈發射器。
由於意外地聽到遙人與三島教官的對話，知道COPPELION是被稱為用完即丟的人偶，因此發誓要對人類復仇。
計劃與第一師團合作將御台場引爆，讓世界籠罩在核輻射下以消滅人類，從而使COPPELION取代人類並且主導世界。
比起妹妹更冷靜且善於分析，但受的心理創傷在妹妹以上。
經過基因改造，基因中編入了電鰻的基因，能夠放電進行攻擊或以自身電力發動大型機器(例如第一師團秘密兵器「鐵蜘蛛」)。亦能夠利用電能力感知方圓一公里內的生物，對「獵物」體內的離子進行偵測，進而得知獵物的位置並加以追擊。
但同樣地，全身長期處於電擊狀況下，導致神經異常，患有無痛症。對於每早以割腕等自殘的痛覺來確認自己存在的妹妹感到羨慕。而且害怕水，因為對水放電的話會導致自己也觸電。而力量使用過度的話會開始失準，可能還會有更嚴重的結果。
全出力的電擊是少數可對抗圓谷真奈的重力波攻擊之方法。
小津詩音（聲：坂本真綾（日）；黃珽筠（台）；萨拉·安妮·威廉姆斯（美））
妹妹。和姊姊不同，穿著制服及黑裙（動畫版之中改為藍色）。第一人稱為「僕」。生產代碼是C-4。
過去被實驗人員進行相當殘酷的實驗，以測試其能力極限，肉體及精神上受到虐待。自殘的慣犯，攻擊凶暴且殘忍。
打從心底仰慕姊姊。希望自己能聰明一點。
特殊能力:強化的肌肉及骨骼組織及怪力。
能舉起廢棄物罐並將其有如炮彈般投擲出去，或近距離承受戰車砲彈攻擊而只受到輕傷、並一拳擊毀。而受到姊姊的電擊後更會附帶電擊效果，稱為「電光一擊」。但一旦沒有足夠氣力，亦會被自己所舉起的東西壓倒。
和深作葵一樣是大胃王。
首次出場使用的是柯爾特巨蟒左輪手槍。

### 自衛隊・政府相關者
三島鬼兵（聲：小山力也（日）；周寧（台）；基斯·锡弗士登 （美））
育成COPPELION的特別工科學校的教官兼指揮官。階級是一等陸佐。
負責東京生存者計劃，忠於這次任務。
雖然平時是嚴肅的板著臉在前線指揮的人物，但實際上心裡對COPPELION成員三人的安危特別擔心。
曾在台場核事故中失去了妻子和女兒，因而對司馬博士懷有恨意，但最後還是原諒了他。
在動畫版第5話被下令擔任京都會議的警備員，在此以前向掃除班下令與保健班會合。
在京都會議中終於忍不下去，放棄警備任務，並下令準備救援直升機。其後登上救援直升機趕往東京。
第三部被政府以此為藉口逮捕，隨即被任命為哈薩克攻擊部隊司令官。其後與第三師團發動政變奪取潛水艦「幻龍」，前往東京救出生還者。
終章與鷗外和解，加入夏目政權，致力於東京的復興工作。
姓氏取自三岛由纪夫。
井伏親（聲：佐藤友啟（日）；賀宇傑（台））
大阪的特別工科學校的老師。階級是二等陸尉。三島的部下。自稱“在京都能夠依靠大哥哥”。
第三部被政府以違反命令為藉口投閒置散，但暗中與武者小路一起協助coppelion及調查高貝留斯教授。
其後與第三師團發動政變奪取潛水艦「幻龍」，前往東京救出生還者。
姓氏取自井伏鳟二。
武者小路（聲：茶風林（日）；賀宇傑（台）；乔·J·汤姆斯 （美））
陸上自衛隊所屬的研究人員。
食慾旺盛，在動畫版第5話被三島教官荒謬地以御好燒作為誘餌協助他與掃除班接線。
在後面的劇情也多次受到三島的多次駭客委託(以請吃飯為條件)。
姓氏取自武者小路实笃
江戶川（聲：宮澤正）
名古屋倖存者醫院的醫師。
姓氏取自江戶川乱步。
夏目八郎（聲：宮澤正（日）；夏治世（台））
日本首相。台場核災爆發時為防卫大臣，後來主張反對核能得到高支持率，然而核能的理解程度與一般國民無異。
在動畫版第5話從成瀨荊口中得知第一師團以後，為了避免捨棄第一師團的事曝光而下令保健班殲滅第一師團前，不得派遣救援直升機。
事實上也是率領第一師團的国木田的老親友。
疑似是將台場核電廠的安全預算挪往無意義的公共設施的罪魁禍首。
知道柯佩莉亞計畫，但連讀音都出錯。
曾妄想將京都會議當成國家博覽會，在會議上提出全球廢核的理想主義，同時以提出者的身分讓日本成為世界領導者，然而卻被其他國家完全忽視。
得知第一師團國木田師團長依然存活後精神逐漸失常，甚至出現幻覺看到師團長幽靈，陰錯陽差與三島鬼兵等第三師團搭乘潛艇前往東京救援。到達東京之後見到身穿國木田師團長披風的黑澤遙人之後，崩潰痛哭承認核災發生後自己棄人民不顧逃走，獲得內心的救贖後振作起來，決定重新召開京都會議力挽狂瀾。
姓氏取自夏目漱石。
鷗外正宗（聲：小形滿（日）；賀宇傑（台））
日本内阁官房长官，輔佐夏目首相，然而由於首相實在無能，因此實際上是日本政府實質領導者。
非常聰明的人，總是使用諷刺的字眼。
疑似知道夏目首相將台場核電廠的安全預算挪往無意義的公共設施的事。
知道柯佩莉亞計畫的一切秘密，蔑稱其為「可愛的人偶們」。
當保健班拒絕交出深作葵之後宣布保健班等人與日本政府為敵，然而當得知御台場核電廠可能再次外洩之後，與保健班恢復一定的合作關係。
姓氏取自森鷗外。

### 第一部
谷崎平次（聲：松本大（日）；賀宇傑（台））
於第一話出現的最初生還者。
在劇中沒有任何解釋以下，在化作廢墟的城市中，身穿防護服而在重度輻射污染下倒下，所幸被荊救下。
姓氏取自谷崎润一郎。
川端滿男（聲：松本大（日）；蔣鐵城（台））
府中的生還者。與妻子雪子、女兒未來一同居住在府中中央醫院地下的無菌室。
實際上是因謀殺而收監於府中監獄的囚犯，在20年前的事故時與一群人逃獄。但由於漫無目的，加上有「人」的幫助下而居住在東京。
在化為集體墓地的東京競馬場中，因被過高的輻射污染，而在妻子的墓地前死亡。
姓氏取自川端康成。
川端雪子（聲：石川綾乃（日）；石薇（台））
川端的第二任妻子。因殺死自己的孩子而被收監於府中監獄。
在傾斜的酒店倒塌時，拜託荊救下未來，自己從高處墜下身亡。
川端未來（聲：荒川美穗（日）；黃珽筠（台））
川端的女兒。因想為亡母掃墓而前住化為集體墓地的東京競馬場。
然而，由于東京競馬場堆積著受到鍶-90污染的人骨，該區變成了即使穿著防護服亦不可抵擋的高濃度污染地帶。
其後被發現其實是被後母雪子捉走，不想讓她到外面的世界。
最後被荊等人救下。
司馬傳次郎（聲：屋良有作（日）；夏治世（台））
發生核熔燬的台場核電廠總設計師，前東京大學教授，核能領域專家，也是業界的領頭人。
在核災發生以後，它一直被列入失蹤名單。事實上一方面害怕社會的譴責，另一方面是為了贖罪，20年來在東京照顧其他倖存者並運送物資及防護服。
由司馬博士研發的防護服能100％抵擋輻射（但僅限於幾個西弗）。
企圖在欅樹大道南邊的神社脫下抗輻射面具自盡，所幸被荊於10分鐘內救下。最終在其他人的勸說下一同被撤離至名古屋。
姓氏取自司马辽太郎。
菖蒲婆婆（聲：京田尚子（日）；石薇（台））
被家人捨棄，留在東京的護老設施的老婆婆。
曾經在東京擔任婦產科護士長，是接生的專家。認為再也沒有比這更偉大的工作。
被一架降落日本的B-2隱形轟炸機的YELLOW CAKE僱傭兵綁架，所幸被荊救下。
第二部時在名古屋以無線電支援於電車上的妙子幫息吹接生。
蒲田（聲：野川雅史（日）；蔣鐵城（台））
原本是個混混，核災發生後成為司馬博士的助手。協助司馬博士運送物資及防護服給倖存者。
隱形轟炸機乘員（聲：山本格、横田紘一（日）；賀宇傑、蔣鐵城（台））
B-2隱形轟炸機的乘員。受雇於YELLOW CAKE的僱傭兵。將國外高放射性核廢料非法丟棄在東京多摩川競艇場。
降落東京航空自衛隊基地並且綁架菖蒲婆婆，被荊所阻止而綁架失敗後逃離，再被荊用便攜地對空導彈擊落轟炸機墜落於多摩川競艇場，遭高放射性核廢料的輻射汙染死亡。

### 第二部
第一師團
首都衛戍部隊，台場核災時第一批前往救援的部隊，官方紀錄全軍覆沒，但實際上殘部在東京仍然活著，卻被政府捨棄。在国木田师团长的指揮下準備向日本政府報復。
第一師團的基地在某座公園以內，通稱「亡靈之巢」，被荊稱為垃圾山。
他們收集廢棄物，然後與發動叛變的小津姊妹共謀把所有廢棄物集中在已變成「石棺」的台場核電廠並且以炸藥加以引爆，讓世界籠罩在核輻射的污染物以下。一部分成員在小津姊妹被擊敗以後失去生存意志，卻被荊鼓舞起來登上逃離電車，最後向前來救援的第三師團投降，另一部分成員在繼續執行計劃的途中被YELLOW CAKE的機械龍殲滅。
應該注意的是，第一師團在軍裝上的某個地方採用了日本皇軍的風格，與三島教官所屬的第三師團的軍裝不同。
国木田师团长（聲：秋元羊介（日）；賀宇傑（台））
第一師團的名義指揮官。被眾人稱為「白外套」。面罩以下是溶爛的面容。
一開始就沒有帶著氧氣罐，因為「不怕死」。
事實上也是八郎的老親友。
在動畫版第6話抓走大意的葵，其後為了殺死荊而不惜抓住荊，並且以坦克發射的炮彈同歸於盡。
被炮彈炸中昏迷期間被黑兵衛等人帶到「警察局」，並且被遙人以神經毒素拷問。
其後在鐵蜘蛛撞上「警察局」後即搭乘鐵蜘蛛。鐵蜘蛛被擊毀以後襲擊五次郎和遙人，企圖對兩人作致命一擊時被黑兵衛槍擊。
最後受到荊等人所感動，幫助遙人在列車信號機倒塌協助推開，讓列車成功衝出死之風，最後被死之風的強輻射侵襲身亡。
姓氏取自国木田独步。
太郎
第一師團士兵。息吹腹中的孩子的父親。
據葵所言，在她被第一師團抓住後企圖逃走的時候，可能是他放她逃走。
在過去與息吹在公園相遇，認為對其他人而言，他和息吹的關係是絕對不會被允許的。
其後接受荊的救助，在歌音企圖殺死荊和遙人時，叛離第一師團並協助荊和遙人逃走。隨後同樣登上逃離電車和救援直升機。
小津句音
身高170厘米以上。知名女演員，黑髮美人，小津姊妹的原型（基因來源）。
據遙人所言，在小津姊妹出生後被發現事實是個連續殺人犯，小津姊妹叛逆扭曲的性格可能就是來自於她的遺傳因子。
黑兵衛师傅（聲：中村浩太郎（日）；夏治世（台））
風箏達人，對位於三鷹市的宇宙航空研究開發機構（JAXA）進行大規模改造供倖存者們生存，在東京大量蒐集與違法改造槍枝。在20年前的事故前曾有一段非常困難的生活。
知道第一師團的基地所在。
將「保健班」稱為「JK」、荊稱為「關西腔的姐姐」、妙子稱為「眼鏡娘」以及遙人稱為「炸彈魔小哥」。基本上對COPPELION是友好的，亦曾經多次營救過陷入困境的COPPELION。
在遭遇第一師團以高放射性廢棄物造成的死之風之際，被源内強行注射醚，因而在強輻射侵襲中存活。但到了接近醚的藥效維持時限消失之時也不得不進到保護艙裡。
原本不願被撤離，但在源內的勸說下還是同意離開東京。（動畫版之中並無放送這一段劇情）
石川源内（聲：中博史（日）；周寧（台））
修理匠，在任何時候都戴著面罩。協助黑兵衛改造JAXA，打造太陽能發電與水力發電，以及改造槍枝與武藏野列車。
在遭遇第一師團以高放射性廢棄物造成的死之風之際將醚讓給黑兵衛後遭強輻射侵襲，最終在電車抵達新宿後過世（動畫版之中改為抵達前由葵脫下防護服頭盔）。
姓氏取自石川啄木。
梶井息吹（聲：能登麻美子（日）；石薇（台））
生存者，被發現時已懷胎十個月，孩子的父親是第一師團士兵：太郎。
在電車上由妙子在菖蒲婆婆的無線電支援下於電車上以剖腹生產的方式接生，生出一對雙胞胎，由成瀨班長分別命名為「陸」、「空」。
姓氏取自梶井基次郎。
梶井五次郎（聲：田中正彥（日）；周寧（台））
息吹的父親，個性神經質。前新都電力公司職員、台場核電廠現場主任，對電子方面的知識豐富。
由於政治家強行挪用預算，導致安全措施簡化與人員素質極度低落，五次郎本人也被高層逼迫減少反應爐的定期檢查，核災發生後由於罪惡感而居留於東京，只是在前往變電所以前都隱藏這身份。以送給孩子不需要防護服的人生作為自己能做到的最後贖罪。
對COPPERION有一定的戒心，但也慢慢改觀。
在單行卷第七卷武藏野電車作戰時前往變電所，在快要絕望之際得到遙人協助並對故障主因進行必要維修。
得知太郎為孩子的父親時非常憤怒。
無感（聲：田中正彥（日）；賀宇傑（台））
被部署在地球方面的宇宙航空研究開發機構內的室內專用機械人。搭載高性能人工智能，但還是得逐一發出指令。自稱名字是為了讓它感情表現更為豐富。自從製造出來以後一次都沒有離開過「行星」。
在第一次逃出作戰時，雖然與躲在倉庫裡自我封閉的葵成為了朋友般的關係，有時候還是會強烈口角衝突。
在武藏野電車作戰時，由源内進行改造，換上履帶、雷射炮等戰鬥用改進型裝備參戰。
登上救援直升機前，決定要去當一台育兒用途機械人。

### 前．探查班
探查班一共有五位二年級的COPPELION所組成的班
圓谷真奈
高二學生。因為是缺陷品，身體會無意識的釋放核輻射，而且是高強度的中子輻射可以穿透防護服，對救援造成威脅，被稱作“移動的核反應堆”。
被高貝留斯教授以「可修復高二生的缺陷」所引誘，與市川迷砂一起對保健班展開攻擊，並以捕獲深作葵為目的。
可以發射衝擊波和控制重力，初登場時與未能自由控制能力的深作葵產生共鳴。一擊可以輕易的抹平一座大廈。COPPELION的高二生全部是實驗中的缺陷品，是應被COPPELION掃除班抹殺的存在。
遭到保健班擊敗之後，轉而協助保健班，然而因為成瀨荊等人經常與平常人在一起，因此不常與保健班在一起。
協助深作葵進行特訓，使她可自由控制能力。
姓氏取自圆谷英二。
市川迷砂
高二學生的領導人，也具有中子輻射。能力是粒子分解。能自由操控“核力”融合物質的神秘能力，以眼珠為本體進行分解和構築，如長期無法恢復人形，靈魂會永久消失。
可以化為粒子之塵，四處飄動或躲避攻擊。本人的目的是修復COPPELION高二生的缺陷。
（“核力”：能讓核子結合成原子核進而穩定化的強大力量，巨大核能的源泉。可以輕易將物質粉碎。）
被高貝留斯教授以「可修復高二生的缺陷」所引誘，與圓谷真奈一起對保健班展開攻擊，並以捕獲深作葵為目的。
見到高貝留斯博士協助失物班之後感到絕望，不再與保健班保持敵對狀態，之後與失物班戰鬥中眼珠被囚禁，因此無法回復人形，最後掃除班奪得囚禁眼珠的盒子。
姓氏取自市川昆。
奇美拉
融入COPPELION抗體的巨大水蚤怪物，具有與人一樣的智慧。身體受損可以快速再生。是COPPELION的高二生的一員，聽從於圓谷真奈。
終章時於石棺內帶走成瀨手上的定時炸彈，使其在體內爆炸而死，同時阻止了台場石棺的崩壞。

### 失物班
COPPELION的失敗品，其失敗品的定義為「曾經殺害過人」，而只有被丟進焚化爐被銷毀的命運，伊丹剎那等人被三教授選擇出來，並在腦中植入自爆晶片，脅迫失物班為其將「失物」深作葵「歸還」給黃色蛋糕。
伊丹剎那
高貝留斯教授的親女兒的克隆人之一，能力是「空間轉換」，能夠在在各個空間瞬間移動，能夠靠一己之力將英國的化石機器獸拆結，在與高貝留斯教授協議後，解除了失物班腦中的自爆晶片。
最後與伊丹剎那本尊的記憶融合並與高貝留斯教授留下遺言後，為了彌補過錯決定讓自己與反應爐的核燃料交換而死。
溝口刀馬
溝口良牙的哥哥，擁有燃燒的能力，個性兇殘，會去欺負英格瑪爾，但對伊丹剎那畢恭畢敬，對她頗有好感。
曾經在實驗室中，以打針怕痛為由，與弟弟殺死了三名工作人員，被教頭狠揍一拳並與弟弟被退學，成為了失敗品。
最後因為剎那犧牲，要遙人帶成瀨逃走後決定留在石棺中等待死亡。
溝口良牙
為溝口刀馬的弟弟，擁有創造冰的能力，個性也如同哥哥十分暴躁。
曾經在實驗室中，與哥哥殺死了三名工作人員，並被退學，成為了失敗品。
因為溝口刀馬推下石棺而重傷，原本不死心再次攻擊遙人和成瀨，並企圖引爆定時炸彈（最後炸彈被奇美拉帶走），刀馬看到後與刀馬內鬥，最後不敵刀馬而死。
山田姬愛
13歲的中學生，穿著長著惡魔角的連帽外套，其能力可以操縱人的意識並控制行動，平時的操作對象為英格瑪爾，還擁有可讓人看到他人的記憶。
曾經誤闖失敗品銷毀室，看見裡頭悲傷的英格瑪爾，因過度驚嚇，操控了兩個工作人員相殺，被捕後，成為了失敗品。
成瀨等人把姬愛狹持走，使用其能力加上小津歌音的電擊，看見了伊丹剎那的記憶，最終在隧道時，身體開始失溫、昏迷，即將猝死之際奇蹟甦醒，並在潛艇遠端操控著英格瑪協助津子姐妹逃離石棺的崩塌。
英格瑪爾
外號熊男，身體異常高大、體毛濃密，且不會說話，嗅覺像熊一般敏銳，被姬愛稱之為「像熊一樣的男人」，並且對姬愛十分溫柔。
在協助津子姐妹逃離石棺的崩塌後，自己因崩塌摔落石棺犧牲死亡。

### 其他人物
高貝留斯博士
本名伊丹又三郎，COPPELION的創造者，遙人的原型（基因來源），是一個超級天才，有將輻射擴散到全世界、使全人類成為coppelion的願望。
事實上因在年輕時其成就不為科學界所認可，更指責他為科研而以自己女兒為實驗品，在女兒自殺以後決心制造coppelion，讓女兒復活為其中一個目的。
初登場時以「可修復高二生的缺陷」為引誘指示高二學生攻擊其他人，並以兔子玩偶形態出現在大家面前。
試圖以COPPELION設計藍圖為誘餌，使世界各國在哈薩克進行核試讓核戰爆發，被保健班阻止之後，與保健班一同行動。
在石棺毀滅時因多次以自己身體作為新藥試驗品而瀕臨死亡，並決心與記憶甦醒的剎那共存亡。
最後提供了僅存的乙醚，救活了變回普通人的荊。

## 名詞
柯佩莉亞娃娃（COPPELION）
以基因改造技術所生產的人類。以柯佩莉亞（Coppélia）和離子（Ion）組成的名詞。
他們身上具有一種使放射性無效化的特殊基因，即使是處於普通人當場斃命的放射性水平以仍可不受到任何影響以下正常活動。作為基因工程的一種副產物，每個柯佩莉亞娃娃的細胞皆具有一種特殊能力。
每個年級的血型都是不同的，因此輸血時必須是同一年級的血型，不同年級的輸血是不可能的。
每名柯佩莉亞娃娃本身都是實際存在的人的克隆人，因此克隆源的遺傳訊息（特別是大腦、性格和判斷力）會大部保留，母親從一開始就不存在。
此外，從黑澤遙人與三島教官的對話中可察覺柯佩莉亞娃娃很短命，隨時因陽壽已盡而突然死亡，推斷是因為基因不安定，或是被政府研究人員視為一次性人偶。而由於子宮的細胞不能抗輻射，只能切除，因而不能孕育，亦不會留下子孫。
名稱的由來源自芭蕾舞喜劇「柯佩莉亞」中精緻美麗，幾可亂真的人偶柯佩莉亞。
保健班
陸上自衛隊第三師團中負責搜尋與救助倖存者的工作的特殊部隊。構成員由三名COPPELION女子高中生所組成。無線電頻道信道是2。
清掃班
陸上自衛隊第三師團中負責處決被稱為「失敗作」的柯佩莉亞娃娃的特殊部隊，對外（包括其他班）宣稱是作為除污工作。與保健班相反，持有大量武器和偏向戰鬥的能力。構成員與保健班一樣由三名COPPELION所組成，只是成員當中有一名男性（而且是隊長）。無線電頻道信道是3。
在動畫版第5話接下三島鬼兵的命令與保健班會合。
探查班
於第二部中由五位二年級所組成的班，因為其中一位女生猝死，導致另外兩位男生感到COPPELION沒有未來而自殺，剩下圓谷真奈以及市川迷砂。
調查班
於第三部中，鷗外官房長官解散保健班，改為調查班，任務是逮捕高貝留斯教授。
失物班
於第四部中，隸屬於黃蛋糕，任物是活捉倖存者，殲滅COPPELION。
醚
一種能夠防止人體被輻射侵襲的藥品，注入後會將輻射轉換成無害物質，如同植物進行光合作用一般，但效力從遭受輻射汙染開始計算只有10分鐘，由於製造不易，因此十分珍貴。
宣稱是從COPPELION的細胞收集而產生的疫苗。事實上製造方法是必需要有黑澤遙人所具有的超再生能力的細胞，其他人的細胞在注入後便會立刻崩潰。
YELLOW CAKE
一間日本民營的核廢料回收處理公司，收取高額金錢，以B-2隱形轟炸機將國外核廢料丟棄在東京多摩川競艇場。
三星重工
負責建造台場核電廠的公司，社徽是虎斑紋配上三顆星星，核災後業務走向改為研發製造核災防護的相關產品及機具，包括在核電廠周圍建立鉛和混凝土牆。
鐵蜘蛛
第一師團的秘密兵器，正如名字之義，具有四對前端鋒利的腳以及前方的爆炎砲。
弱點是下腹的艙口和屁股前端的手動開關，因為在那位置分別是其电动机和下腹艙口的開關。但也分別以厚裝甲和強化玻璃保護。
在動畫版第11話首度出動，企圖踏平整座城鎮，在覺醒的葵按下開關打開艙口以後被荊槍擊电动机破壞。
但在电动机被破壞以後，企圖復仇的歌音以其自身的電力注入動力系統將其再度發動並且向荊等人襲來。

## 單行本
| 卷數 | 講談社        | 講談社              | 尖端出版社     | 尖端出版社         | 封面人物                                                                   |
| 卷數 | 發售日期      | ISBN                | 發售日期       | ISBN               | 封面人物                                                                   |
| ---- | ------------- | ------------------- | -------------- | ------------------ | -------------------------------------------------------------------------- |
| 1    | 2008年10月6日 | ISBN 978-4063755725 | 2009年10月22日 | ISBN 4717702228965 |                                                                            |
| 2    | 2009年1月6日  | ISBN 978-4063617498 | 2009年12月19日 | ISBN 4717702229573 | 成瀨荊                                                                     |
| 3    | 2009年4月6日  | ISBN 978-4063617757 | 2010年7月22日  | ISBN 4717702232610 | 保健班三人                                                                 |
| 4    | 2009年7月6日  | ISBN 978-4063618075 | 2011年2月23日  | ISBN 4717702232924 | 深作葵                                                                     |
| 5    | 2009年10月6日 | ISBN 978-4063618303 | 2011年6月4日   | ISBN 4717702240646 | 小津姊妹                                                                   |
| 6    | 2010年1月6日  | ISBN 978-4063618570 | 2011年9月22日  | ISBN 4717702243807 | 野村妙子、狼                                                               |
| 7    | 2010年5月6日  | ISBN 978-4063618907 | 2012年2月21日  | ISBN 4717702245764 | 黑澤遙人                                                                   |
| 8    | 2010年9月6日  | ISBN 978-4063619300 | 2012年9月6日   | ISBN 4717702246389 | 成瀨荊                                                                     |
| 9    | 2011年1月6日  | ISBN 978-4063619928 | 2012年12月5日  | ISBN 4717702252656 | 圓谷真奈                                                                   |
| 10   | 2011年5月6日  | ISBN 978-4063820270 | 2013年10月21日 | ISBN 4717702257439 | 市川迷砂                                                                   |
| 11   | 2011年8月5日  | ISBN 978-4063820621 | 2015年8月24日  | ISBN 4717702258146 | 保健班三人                                                                 |
| 12   | 2011年11月4日 | ISBN 978-4063820959 |                |                    | 高貝留斯博士、市川迷砂                                                     |
| 13   | 2012年2月6日  | ISBN 978-4063821314 |                |                    | 成瀨荊、小津姊妹                                                           |
| 14   | 2012年5月7日  | ISBN 978-4063821703 |                |                    | 成瀨荊、黑澤遙人                                                           |
| 15   | 2012年8月6日  | ISBN 978-4063822038 |                |                    | 守護天使伊邪那美                                                           |
| 16   | 2012年11月6日 | ISBN 978-4063822342 |                |                    | 成瀨荊、小津詩音                                                           |
| 17   | 2013年3月6日  | ISBN 978-4063822595 |                |                    | 小津姊妹                                                                   |
| 18   | 2013年7月5日  | ISBN 978-4063823165 |                |                    | 調查班（前保健班）三人、黑澤遙人、狼                                       |
| 19   | 2013年9月6日  | ISBN 978-4063823530 |                |                    | 調查班三人、清掃班三人、圓谷真奈                                           |
| 20   | 2013年12月6日 | ISBN 978-4063823851 |                |                    | 伊丹剎那                                                                   |
| 21   | 2014年6月6日  | ISBN 978-4063824759 |                |                    | 成瀨荊                                                                     |
| 22   | 2014年12月5日 | ISBN 978-4063825374 |                |                    | 伊邪那美                                                                   |
| 23   | 2015年5月1日  | ISBN 978-4063826043 |                |                    | 成瀨荊                                                                     |
| 24   | 2015年11月6日 | ISBN 978-4063826999 |                |                    | 調查班三人、倖存者全員                                                     |
| 25   | 2016年4月6日  | ISBN 978-4063827606 |                |                    | 成瀨荊                                                                     |
| 26   | 2016年4月6日  | ISBN 978-4063827613 |                |                    | 成瀨荊、深作葵、野村妙子、黑澤遙人、小津歌音、小津詩音、圓谷真奈、市川迷砂 |

## 電視動畫
2013年10月2日起至12月25日於日本BS11、AT-X等電視台播放。海外Animax Asia與日本零時差同步播出。

### 製作人員
- 原作：井上智德（講談社《月刊Young Magazine》連載）
- 監督、角色設計：鈴木信吾
- 系列構成：中村誠
- 系列導演：工藤進、金澤洪充
- 總作畫監督：古田誠
- 機械設計：大久保宏
- 美術監督：野村正信、松浦隆弘
- 色彩設定：小松櫻、齊藤友子
- 攝影監督：江間常高、福士亨
- 編輯：田所さおり
- 音響監督：高橋秀雄
- 音樂：遠藤幹雄
- 音樂制作：STARCHILD
- 動畫製作：GoHands
- 製作：COPPELION製作委員會

### 主題曲
片頭曲「ANGEL」
作詞：atsuko，作曲：atsuko、KATSU，編曲：KATSU，主唱：angela
第1話未使用。
片尾曲（第1話－第12話）
作詞：atsuko，作曲：atsuko、KATSU，編曲：KATSU，主唱：angela
片尾曲「バイバイオーライ」（第13話）
作詞：atsuko，作曲：atsuko、KATSU，編曲：KATSU，主唱：angela

### 各話列表
| 話數   | 日文標題 | 中文標題 | 劇本            | 分鏡                        | 演出              | 作畫監督                          |
| ------ | -------- | -------- | --------------- | --------------------------- | ----------------- | --------------------------------- |
| 第1話  |          |          | 中村誠 小山知子 | 金澤洪充 鈴木信吾           | 金澤洪充          | 鈴木信吾、古田誠 舛田裕美、石森愛 |
| 第2話  |          | 未來     | 中村誠 小山知子 | 金澤洪充 鈴木信吾           | 金澤洪充          | 古田誠、內田孝行 鈴木祥子         |
| 第3話  |          | 希望     | 中村誠 小山知子 | 金澤洪充、菊田幸一 鈴木信吾 | 杉生祐一          | 松本卓也                          |
| 第4話  |          | 夕陽     | 中村誠 小山知子 | 金澤洪充 鈴木信吾           | 杉生祐一          | 松本卓也                          |
| 第5話  |          | 生命     | 中村誠 小山知子 | 金澤洪充 鈴木信吾           | 杉生祐一          | 舛田裕美、石森愛                  |
| 第6話  |          | 行星     | 中村誠 小山知子 | 金澤洪充 鈴木信吾           | 杉生祐一          | 關口雅浩                          |
| 第7話  |          | 遙人     | 中村誠 小山知子 | 金澤洪充 古田誠             | 杉生祐一          | 寺野勇樹                          |
| 第8話  |          | 姊妹     | 中村誠 小山知子 | 菊田幸一 金澤洪充           | 杉生祐一          | 松本卓也                          |
| 第9話  |          | 佯攻     | 中村誠 小山知子 | 菊田幸一 金澤洪充           | 金澤洪充 杉生祐一 | 舛田裕美、石森愛                  |
| 第10話 |          | 人類     | 中村誠 小山知子 | 金澤洪充 菊田幸一           | 工藤進            | 內田孝行 鈴木祥子                 |
| 第11話 |          | 覺醒     | 中村誠 小山知子 | 金澤洪充                    | 金子篤二          | 古田誠、內田孝行 岡田直樹         |
| 第12話 |          | 約定     | 中村誠 小山知子 | 金澤洪充                    | 橫峯克昌          | 松本卓也、坂上谷悠介 植木理奈     |
| 第13話 |          | 天使     | 中村誠 小山知子 | 金澤洪充                    | 金子篤二          | 古田誠、內田孝行 森美幸、立花昌之 |

### 播放電視台
日本深夜動畫：下文記載的日本国内播放時間使用日本標準時間（UTC+9）表示。因為部分時間标识會採用30小时制，因此請留意这类超过24:00的时间，其實際播放時間為翌日清晨。
| 播放地區                    | 播放電視台 | 播放日期                | 播放時間（UTC+9）         | 所屬聯播網  | 備註                            |
| --------------------------- | ---------- | ----------------------- | ------------------------- | ----------- | ------------------------------- |
| 日本全國                    | AT-X       | 2013年10月2日－12月25日 | 星期三 21時00分－21時30分 | 衛星電視    | 有重播                          |
| 日本全國                    | BS11       | 2013年10月4日－12月27日 | 星期五 23時30分－24時00分 | 衛星電視    | ANIME+節目                      |
| 香港 · 印度 · 菲律賓 · 臺灣 | Animax     | 2013年10月2日－12月25日 | 星期三 20時00分－20時30分 | 有線電視    | 有重播、UTC+8 與日同步首播      |
| 臺灣                        | Animax HD  | 2015年11月6日－11月18日 | 每天20:30－21:00          | 中華電信MOD | 國語、日語雙聲道播出 有重播時段 |

## 外部連結
- 週刊ヤングマガジン （页面存档备份，存于）（日語）
- StarChild:COPPELION （页面存档备份，存于）（日語）